# Колобус
Колобус (Colobus) — рід приматів фауни Старого Світу з родини Мавпові (Cercopithecidae). Рід включає 5 види, які живуть в багатьох частинах Африки.

## Вигляд
Хутро цих тварин контрастне, чорне і біле. Основний колір чорний, в залежності від виду, частини обличчя, груди, області плечей або хвоста мають білий колір, іноді у вигляді довгого волосся або пучка. Як і у всіх колобусових пальці адаптовані до деревного життя. Colobus — найбільші колобусові, вони досягають довжини тіла 45-72 сантиметрів (хвіст довжиною від 52 до 100 сантиметрів) і ваги від 5 до 14,5 кг. Самці, як правило, набагато більші й важчі.

## Стиль життя
Їх місце існування в основному ліси, це можуть бути дощові й мангрові ліси, також гірські ліси до близько 3000 метрів над рівнем моря; іноді вони також зустрічаються на лісистих луках. 
Денні, в основному проживають на деревах. Вони утворюють гаремні групи від 8 до 15 тварин, які складаються з одного самця, кількох самиць і їх дитинчат. Це територіальні тварини. Самці влаштовують ранкові концерти спеціальними вигуками, що попереджають інші групи. Харчуються в основному листям, крім того, вони також їдять фрукти та квіти. У них багатокамерні шлунки з особливими бактеріями розщеплення целюлози. 

## Життєвий цикл
Немає конкретних сезонів розмноження. Період вагітності складає близько п'яти-шести місяців. Як правило, один малюк народжується. Молодь народжуються з білим хутром. Самиці в групі співпрацюють у вихованні потомства. Дитята ссуть молоко близько шести місяців і через 3-4 роки (самиці) або 4—6 років (самці) стають статевозрілими. Молоді самці повинні залишити їх рідну групу в цей час. Очікувана тривалість життя складає близько 20 років, у неволі — до 30 років.

## Загрози
Вони є здобиччю багатьох лісових хижаків, їм загрожує полювання на диких тварин, лісозаготівля і руйнування середовища проживання.

## Види
За МСОП є 5 сучасних видів роду:
- Colobus angolensis
- Colobus guereza
- Colobus polykomos
- Colobus satanas
- Colobus vellerosus